# Abdelaziz Mansouri
 (février 2024).
Si vous disposez d'ouvrages ou d'articles de référence ou si vous connaissez des sites web de qualité traitant du thème abordé ici, merci de compléter l'article en donnant les références utiles à sa vérifiabilité et en les liant à la section « Notes et références ».
Abdelaziz Mansouri (en arabe : عبد العزيز منصوري) est un footballeur international algérien né le 6 août 1960 à Nîmes. Il évoluait au poste de défenseur central.

## Biographie

### Carrière de joueur

#### Carrière en club
Il joue deux matchs en Division 1 avec le club du Nîmes Olympique lors de la saison 1980-1981.
En Division 2, il joue 146 matchs, inscrivant neuf buts, principalement avec les équipes du FC Mulhouse et du Cercle Dijon.

#### Carrière en sélection
Abdelaziz Mansouri reçoit six sélections en équipe d'Algérie entre 1986 et 1988. Il joue son premier match en équipe nationale le 17 février 1986, contre l'Arabie saoudite (nul 0-0). Il joue son dernier match le 15 janvier 1988, contre le Nigeria (victoire 1-0).

### Carrière d'entraîneur
En février 2002, après deux semaines de stage au CTNFS de Clairefontaine, il est diplômé du brevet d'État d'éducateur sportif 2e degré (BEES 2).

## Palmarès

### Palmarès d'entraîneur
Nîmes Olympique
- Coupe de France :
  - Finaliste : 1995-96.
- National (1) :
  - Champion : 1996-97.